# Lin Xin
König Lǐn Xīn (chinesisch 廪辛) (* ? v. Chr.; † 1220 v. Chr.) herrschte als der 26. oder 27. König der Shang-Dynastie über China. In den Bambus-Annalen wird er Feng Xin (冯辛) genannt. 

## Leben
Er war der Sohn des vorherigen Königs Qie Jia. 
Er bekam seinen Thron im Jahr von Gengyan (庚寅). Seine Hauptstadt war in Yin (殷).

Laut den Bambus-Annalen regierte er 4 Jahre, aber die Aufzeichnungen des großen Historikers geben 6 Jahre an.
| Vorgänger | Amt                               | Nachfolger |
| --------- | --------------------------------- | ---------- |
| Qie Jia   | König von China 1226–1220 v. Chr. | Kang Ding  |

| Personendaten    | Personendaten                         |
| ---------------- | ------------------------------------- |
| NAME             | Lin Xin                               |
| ALTERNATIVNAMEN  | Lǐn Xīn; 廪辛 (chinesisch)            |
| KURZBESCHREIBUNG | chinesischer König der Shang-Dynastie |
| GEBURTSDATUM     | 13. Jahrhundert v. Chr.               |
| STERBEDATUM      | 1220 v. Chr.                          |